# Mamborê
Mamborê es un municipio brasileño del estado de Paraná. Su población estimada en 2010 es de 13.961 habitantes, tiene un área de 788,1 km² y la densidad demográfica es de 17,72 hab/km².
Fue creado a través de la Ley Estatal n.º 4.425 del 28 de julio de 1960, e instalado el 3 de noviembre de 1961, separado de Campo Mourão.